# Porto da Calheta do Nesquim

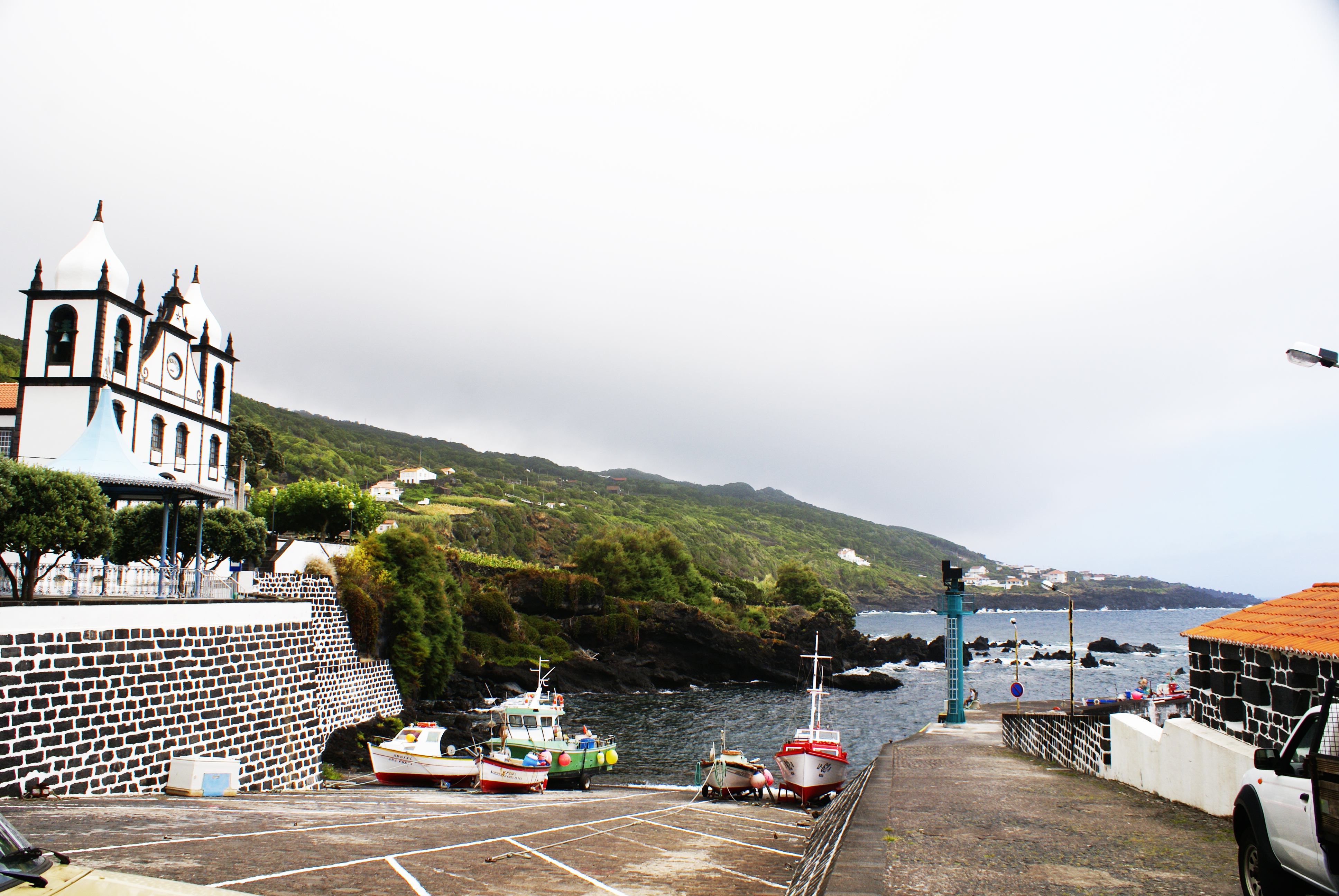
Porto piscatório de calheta de Nesquim.

O Porto da Calheta do Nesquim é uma instalação portuária portuguesa, localizada na freguesia da Calheta de Nesquim, concelho das Lajes do Pico, ilha do Pico, arquipélago dos Açores.
Esta instalação portuária é principalmente utilizada para fins piscatórios e de recreio.